# Squeeze (banda)
Squeeze é uma banda britânica que ganhou destaque no Reino Unido no final dos anos 70, na era new wave, e continuou a gravar nas décadas de 80 e 90. 
Eles são conhecidos no Reino Unido por seus hits “Cool for Cats”, “Up the Junction”, “Tempted”, “Black Coffee in Bed”, “Pulling Mussels (From the Shell),” e “Hourglass”. Embora a banda não tenha feito muito sucesso comercial nos Estados Unidos, as canções “Tempted”, “Hourglass” e “853-5937” fizeram sucesso nas paradas de lá, e o grupo conquistou um público fiel e continua a atrair novos fãs. Todos os hits da banda foram escritos pelos membros Glenn Tilbrook e Chris Difford.
O grupo foi formado em Deptford, Londres, em 1974,. e terminou pela primeira vez em 1982. Em 1985 eles voltaram a tocar juntos, e terminaram novamente em 1999. A banda se reuniu para turnês nos Estados Unidos e Reino Unido em 2007, e continuou fazendo turnês até 2010. 
O Squeeze confirmou, durante uma entrevista no V Festival, em 2008, que eles pretendiam compor um novo álbum, com material inédito. Em 2010, foi lançado o 13º álbum de estúdio da banda, intitulado Spot the Difference, que consiste em regravações de canções antigas da banda.

## História
A história do grupo começa em Londres, em 1974. Os membros fundadores da banda são Glenn Tilbrook, Chris Difford, Jools Holland e Paul Gunn. O nome da banda foi tirado do último álbum do Velvet Underground chamado Squeeze. O primeiro lançamento do Squeeze é um EP datado de 1977, seguido do álbum de estréia Squeeze (1978), produzido por John Cale. 
Após o lançamento de Cool for Cats (1979), o grupo ganhou disco de ouro no Reino Unido e o grupo continua a ter mais sucesso com o terceiro disco, Argybargy. O próximo disco, East Side Story foi produzido por Roger Bechirian e Elvis Costello.
Enquanto isso, Holland foi substituído por Paul Carrack e Don Snow. Com a nova formação é publicado Sweets from a Stranger em 1982, álbum que recolhe as reações negativas da imprensa. Somados a este problema, Tilbrook e Difford decidem dissolver o grupo. No entanto, eles continuam a trabalhar em conjunto para a criação de um álbum como um duo (Difford & Tilbrook) produzido por Tony Visconti.
O grupo se reúne com  em 1985 com um novo line-up. No grupo é então adicionado Andy Metcalfe (ex-The Soft Boys), porém ele deixa imediatamente a banda. Em 1989, os discos Frank e A Round And A 'Bout (álbum ao vivo) representam as últimas participações de Holland na banda.
Anos mais tarde, Tilbrook anuncia seu desejo de dar uma pausa para o projeto. A banda decidiu dar um último show em novembro de 1999, na Escócia.
Em 2007, Difford e Tilbrook se reunir para uma série de shows e publicar um "best of". Em 2010, é lançado Spot the Difference, álbum que contém canções regravadas e já remasterizadas.

## Discografia
- Squeeze (1978)
- Cool for Cats (1979)
- Argybargy (1980)
- East Side Story (1981)
- Sweets from a Stranger (1982)
- Difford & Tilbrook (1984)
- Cosi Fan Tutti Frutti (1985)
- Babylon and On (1987)
- Frank (1989)
- Play (1991)
- Some Fantastic Place (1993)
- Ridiculous (1995)
- Domino (1998)
- Spot the Difference (2010)

## Ligações Externas
- Site Oficial
- packetofthree.com